# Africa Eco Race 2016
Navigation
Édition précédente Édition suivante
Le Africa Eco Race 2016 est le 8e Africa Eco Race. Le départ fictif est donné à Monaco le 27 décembre 2015. Le départ officiel se déroule à Nador au Maroc deux jours plus tard. Les concurrents arrivent à Dakar le 10 janvier 2016

## Parcours

### Étapes
Ne sont indiqués que les distances des spéciales chronométrées. En raison des intempéries importantes, la première étape est annulée et les étapes 2 et 3 ont été raccourcies.
|    | dim. 27 décembre | Monaco         | Départ fictif  | Départ fictif |               |               |               |
| 1  | mar. 29 décembre | Nador          | Jorf El Hamam  | 613 km        |               |               |               |
| 2  | mer. 30 décembre | Jorf El Hamam  | Tagounite      | 403 km        |               |               |               |
| 3  | jeu. 31 décembre | Tagounite      | Assa           | 558 km        |               |               |               |
| 4  | ven. 1er janvier | Assa           | Remz el Quebir | 409 km        |               |               |               |
| 5  | sam. 2 janvier   | Remz el Quebir | Dakhla         | 695 km        |               |               |               |
|    | dim. 3 janvier   | Dakhla         | Jour de repos  | Jour de repos | Jour de repos | Jour de repos | Jour de repos |
| 6  | lun. 4 janvier   | Dakhla         | Chami          | 617 km        |               |               |               |
| 7  | mar. 5 janvier   | Chami          | Amodjar        | 444 km        |               |               |               |
| 8  | mer. 6 janvier   | Amodjar        | Amodjar        | 498 km        |               |               |               |
| 9  | jeu. 7 janvier   | Amodjar        | Akjoujt        | 493 km        |               |               |               |
| 10 | ven. 8 janvier   | Akjoujt        | Akjoujt        | 403 km        |               |               |               |
| 11 | sam. 9 janvier   | Akjoujt        | Saint-Louis    | 548 km        |               |               |               |
| 12 | dum. 10 janvier  | Saint-Louis    | Dakar          | 295 km        |               |               |               |

## Classements finaux

### Motos
| Pos. | N°  | Pilote                  | Constructeur | Temps    | Écart     |
| ---- | --- | ----------------------- | ------------ | -------- | --------- |
| 1    | 100 | Pål Anders Ullevålseter | KTM          | 48:12:13 |           |
| 2    | 118 | Andrew Newland          | KTM          | 54:14:53 | +06:02:40 |
| 3    | 102 | Stéphane Hamard         | Husqvarna    | 54:41:50 | +06:29:37 |
| 4    | 115 | Dmitry Agoshkov         | KTM          | 54:44:50 | +06:32:37 |
| 5    | 107 | Stefano Chiussi         | Husqvarna    | 56:10:28 | +07:58:15 |
| 6    | 110 | Jan Zatko               | KTM          | 56:19:41 | +08:07:28 |
| 7    | 130 | José Sousa Sr.          | KTM          | 56:24:58 | +08:12:45 |
| 8    | 131 | José Sousa Jr.          | KTM          | 56:30:16 | +08:18:03 |
| 9    | 111 | Benko Martin            | KTM          | 57:24:25 | +09:12:12 |
| 10   | 165 | Julien Sanchez          | Yamaha       | 60:20:02 | +12:07:49 |

### Autos
| Pos. | N°  | Pilote/Copilote                         | Constructeur           | Temps    | Écart     |
| ---- | --- | --------------------------------------- | ---------------------- | -------- | --------- |
| 1    | 201 | Kanat Shagirov Vitaliy Yevtyekhov       | Toyota Hilux Overdrive | 43:11:50 |           |
| 2    | 202 | Pascal Thomasse Pascal Larroque         | Optimus MD             | 43:36:38 | +00:24:48 |
| 3    | 210 | Mathieu Serradori Didier Haquette       | Proto                  | 44:45:13 | +01:33:23 |
| 4    | 200 | Jean Antoine Sabatier Agostino Rizzardi | Bugga One              | 44:53:28 | +01:41:38 |
| 5    | 214 | Patrick Martin Didier Bigot             | Volkswagen Buggy       | 45:35:55 | +02:24:05 |
| 6    | 206 | Jean Pierre Strugo Christophe Crespo    | Optimus MD             | 45:42:41 | +02:30:51 |
| 7    | 203 | Yuriy Sazonov Arslan Shakhimov          | Hummer H3              | 47:30:16 | +04:18:26 |
| 8    | 223 | Jérémie Choiseau Jean Brucy             | Optimus MD             | 47:58:58 | +04:47:08 |
| 9    | 226 | David Gerard Gérard Dubuy               | Optimus MD             | 48:03:01 | +04:51:11 |
| 10   | 211 | Guillaume Gomez Hervé Lavergne          | Optimus MD             | 48:28:30 | +05:16:40 |

### Camions
| Pos. | N°  | Pilote/Copilotes                                   | Constructeur | Temps     | Écart      |
| ---- | --- | -------------------------------------------------- | ------------ | --------- | ---------- |
| 1    | 400 | Anton Shibalov Robert Amatych Almaz Khisamiev      | Kamaz        | 47:22:01  |            |
| 2    | 401 | Tomáš Tomeček Ladislav Lala                        | Tatra        | 50:13:48  | +02:51:47  |
| 3    | 402 | Elisabete Jacinto José Marques Marco Cochinho      | MAN          | 50:59:34  | +03:37:33  |
| 4    | 403 | Sergey Kuprianov Alexander Kuprianov Anatoly Tanin | Kamaz        | 64:23:35  | +17:01:34  |
| 5    | 405 | Miklos Kovacs Peter Czegledi Laszlo Acs            | Scania       | 100:36:23 | +53:14:22  |
| 6    | 406 | Ahmed Benbekhti Samir Benbekhti Michael Racine     | MAN          | 148:24:33 | +101:02:32 |